# Phuphena zelotypa
Phuphena zelotypa là một loài bướm đêm trong họ Noctuidae.